# Lantziego / Lanciego (kommun)
Lantziego / Lanciego (baskiska: Lantziego) är en kommun i Spanien. Den ligger Álavaprovinsen i södra delen av den autonoma regionen Baskien i norra delen av landet, 260 km norr om huvudstaden Madrid. Antalet invånare är 685 (2024).